# 譚筠怡
譚筠怡（英語：Gwennie Tam，1974年12月30日—），有1/2英國血統的混血兒。出身自模特兒的香港女演員。現已淡出，從事珠寶設計。
她是亞洲電視女藝員之中少數從未效力過無綫電視的人。

## 經歷

### 入行經過
譚筠怡早年就讀瑪利諾修院學校（小學部），在1992年畢業於九龍塘學校（中學部）中五年級。後參加無綫電視節目歡樂今宵舉辦的「劉德華夢中情人選舉」而晉身娛樂圈，後來加入亞洲電視，現已息影淡出。

### 從事珠寶首飾設計
從小對珠寶設計深感興趣，曾在21歲那年首度為自己設計項鍊，立即獲不少好評，於是她毅然修讀不同類型的珠寶課程，包括珠寶鑑證、珠寶設計、珠寶管理與珠寶商務證書等，銳意發展珠寶事業。

## 演出

### 電視劇（亞洲電視）
| 首播   | 劇名                  | 角色                                         |
| 1992年 | 李小龍傳              | BRENDA (影射蓮達·李·卡德威爾)                |
| 1995年 | 城中姐妹花2之子夜情人 |                                              |
| 1995年 | 有房出租之桃花煞      |                                              |
| 2000年 | 影城大亨              | 雷龍(影射李小龍)的妻子(影射蓮達·李·卡德威爾) |

### 節目主持（亞洲電視）
| 年 份  | 節 目          |
| 1995年 | 週末摔角大狂熱 |

### 電影
| 年 份  | 劇 名                  | 角 色            |
| 1993年 | 記得...香蕉成熟時      | Natassia         |
| 1993年 | 少年衛斯理之天魔之子   | 林可可           |
| 1994年 | 喂，搵邊位？           | 軍裝女警：Kitty  |
| 1994年 | 少年衛斯理II之聖女轉生 | 林可可           |
| 1994年 | 愛的種籽               | Anna             |
| 1995年 | 追女仔95之綺夢         | 阿May            |
| 2000年 | 獸性新人類             | 阿玲             |
| 2001年 | 武神黑俠               | 血鷹             |
| 2001年 | 決一死戰               | 心理醫生：李綺夢 |

## 外部連結
- 個人網站（页面存档备份，存于）
- Facebook 專頁（页面存档备份，存于）
- Twitter
- Instagram（页面存档备份，存于）
- 微博
- 譚筠怡在香港影庫上的簡介